# Arte colonial
Arte colonial es el arte propio de una situación colonial. En las distintas colonizaciones se produce la introducción de las formas artísticas del colonizador en el espacio previamente ocupado (por lo general en exclusiva, si es que no había influencias anteriores a la colonización) por el arte indígena. 
La convivencia entre ambas artes puede producir un sincretismo, o una aculturación o supresión de las formas indígenas para dar paso a las del colonizador.

## Historia

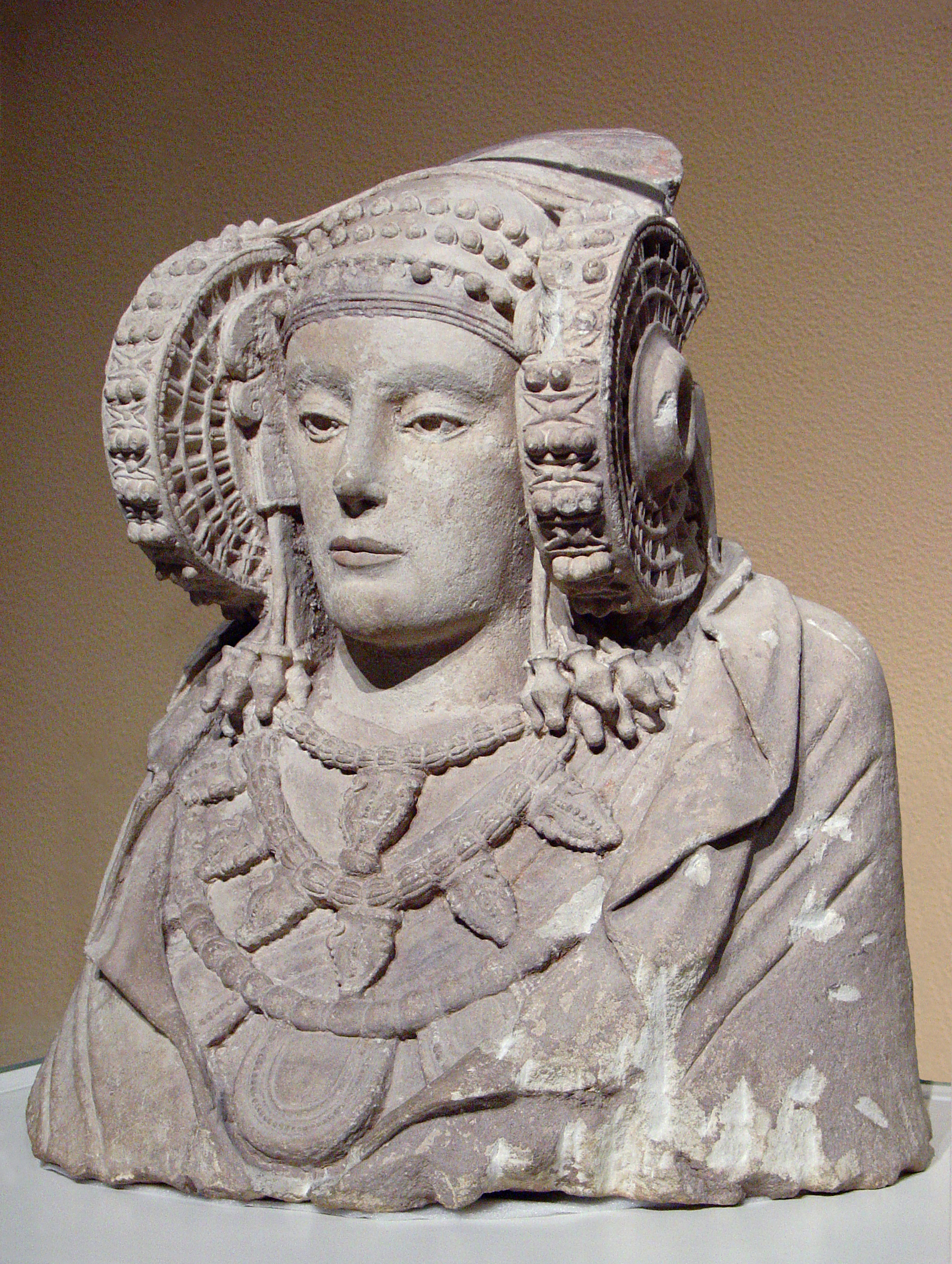
Dama de Elche.

### Edad Antigua
Los pueblos colonizadores históricos de la Edad Antigua (griegos, fenicios y cartagineses) ejercieron ese papel en el espacio del Mediterráneo Occidental, aunque ellos mismos también sufrieron las influencias artísticas de las civilizaciones del Próximo Oriente Antiguo (Egipto, Mesopotamia).
Lo ibero en la península ibérica es esencialmente un resultado de la influencia cultural de los pueblos colonizadores sobre el sustrato indígena, y en el arte ibero tiene una de sus más claras expresiones.

### Edad Moderna y Edad Contemporánea

#### Hispanoamérica

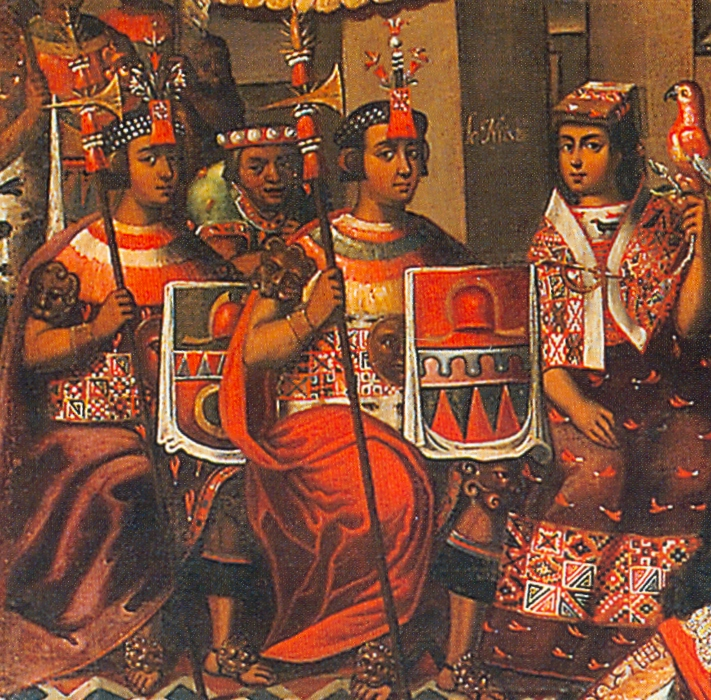
Pintura de la Escuela Cuzqueña.

El arte colonial hispanoamericano o arte virreinal americano es el desarrollado en las colonias españolas en América, desde su descubrimiento por Cristóbal Colón en 1492 hasta la independencia de los diversos países americanos a lo largo del siglo XIX (los últimos Cuba y Puerto Rico en 1898). Los españoles llevaron al nuevo continente su idioma, cultura, religión y costumbres, los cuales impusieron a la población indígena, que anteriormente había desarrollado grandes civilizaciones como la maya, la azteca y la inca. Así, el arte colonial será fiel reflejo del arte efectuado en la metrópoli, suponiendo el final de las representaciones artísticas autóctonas, el arte precolombino. Vemos por tanto en el arte colonial los mismos estilos artísticos que se desarrollan paralelamente en el continente europeo, principalmente el Renacimiento, el Barroco y el Rococó.

#### Brasil

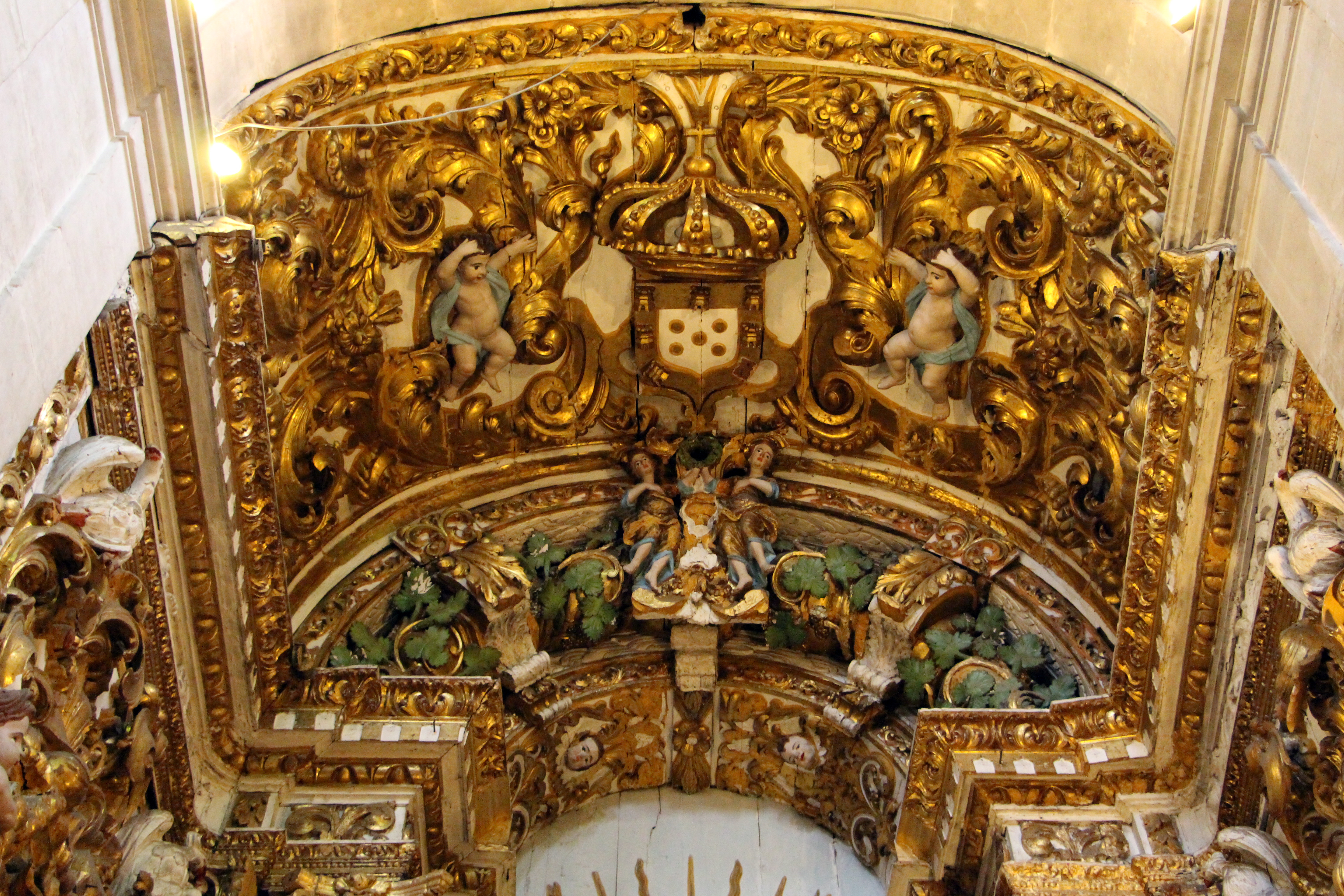
Detalle del interior de la Catedral de San Salvador de Bahía.

De manera general, tanto en la época colonial como durante el siglo XIX la matriz cultural de origen europeo fue la más valorada en Brasil, mientras que las manifestaciones culturales afro-brasileñas fueron muchas veces despreciadas, desestimuladas y hasta prohibidas. Así, las religiones afro-brasileñas y el arte marcial de la capoeira fueron frecuentemente perseguidas por las autoridades. Por otro lado, algunas manifestaciones de origen folclórico, como las congadas, así como las expresiones musicales como el lundu, fueron toleradas y hasta estimuladas.

## Arte colonial africano

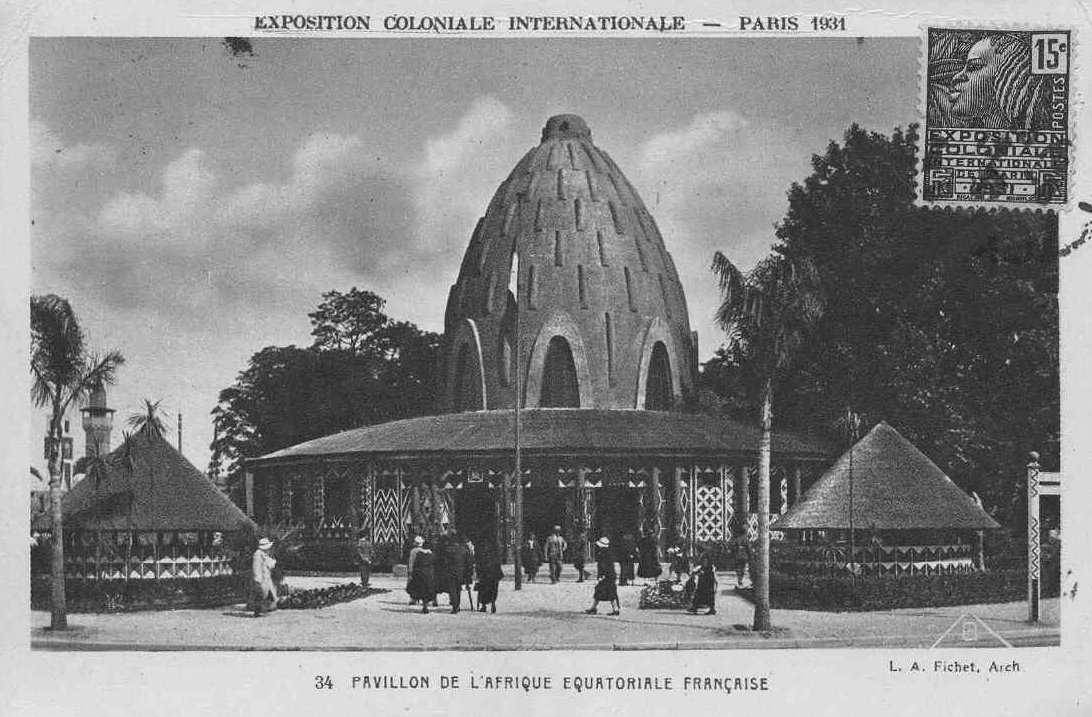
Pabellón del África Ecuatorial Francesa en la Exposición Colonial de París de 1931.

Figurilla de colono
Las figurillas de colonos (en francés statues colon, pronunciado [statys kɔlɔ̃]), son un género de escultura figurativa de madera del arte africano que se originó durante el período colonial africano. Las estatuas comúnmente representan a los funcionarios coloniales europeos, como oficiales, médicos, soldados o técnicos o africanos de clase media europeizados (évolués). A menudo se caracterizan por motivos decorativos recurrentes, como cascos salacot, trajes, uniformes oficiales o pipas de tabaco, y están pintados en colores brillantes con pinturas a base de pigmentos vegetales.
Como género, las estatuas de colono se originaron en África Occidental, aparentemente entre los Baulé en Costa de Marfil. Logró popularidad internacional tras la Segunda Guerra Mundial y después de la descolonización. Se ha argumentado que el género se originó como una respuesta artística africana a la colonización y a la represión a manos del estado colonial. Se debate si las estatuas fueron vistas originalmente como caricaturas satíricas de funcionarios coloniales o simplemente representaciones de nuevos temas en estilos locales. Los antropólogos también debaten si las estatuas originales estaban destinadas a ser puramente ornamentales o si también tenían una función ritual.
Entre los artistas notables que trabajaron en el estilo se encontraba el nigeriano Thomas Ona Odulate (flor. 1900-50), cuyas obras se exhiben ampliamente en museos de los Estados Unidos y Europa.

## Arte colonial asiático

### India

Victoria Memorial (Calcuta).

Gran Bretaña ocupó la India en 1757, tras derrotar a Francia ―que también estaba interesada en colonizar el país― en la guerra de los Siete Años. La ocupación británica supuso la proliferación de un estilo colonial que aportó al arte indio los lenguajes estilísticos europeos. Tuvo bastante repercusión la influencia del arte francés, sobre todo por la presencia de militares franceses que asesoraban a los mahārājas indios en su lucha contra los ingleses en los primeros años de ocupación, como podemos percibir en Nagpur, Baroda y Hyderabad. También floreció un estilo arquitectónico de origen portugués (Portugal tenía asentamientos en Goa, Damao y Diu), de formas barrocas mezcladas posteriormente con elementos hindúes, como la catedral de Goa (1562-1619) y la Basílica del Buen Jesús de Goa (1594-1605), que alberga la tumba de San Francisco Javier. El conjunto de iglesias y conventos de Goa fue declarado Patrimonio de la Humanidad en 1986.
La conquista británica trajo un estilo colonial de gusto neoclásico bastante parecido al realizado coetáneamente en Estados Unidos: Fuerte de San Jorge de Madrás (1644-1714), catedral de Santo Tomás de Bombay (1718). En 1690 se fundó la ciudad de Calcuta como sede de la Compañía Británica de las Indias Orientales, pasando en el siglo XVIII a ser sede de la administración británica. Una de sus primeras construcciones fue el Fuerte Williams (1700-1716), al que siguieron edificios como la catedral de San Juan (1787) y el palacio Raj Bhavan ―sede del virreinato― (1798-1805), La ciudad se construyó según un proyecto donde se distinguían los grandes espacios ajardinados, como el Parque Maidan, el Dalhousie Square, la Government Place, el Zoo y el Botánico.
El siglo XIX se caracterizó por el empleo de un estilo neogótico victoriano, sobre todo en edificios oficiales. Una de las ciudades en adquirir mayor esplendor durante el siglo XIX fue Bombay, donde se ejecutaron los principales proyectos arquitectónicos coloniales de la época: Ayuntamiento (1855), Iglesia Afghan Memorial (1857), Mercado Crawford (1867), la Torre Rajabai (1874) y la Estación Victoria Terminus (1878-1887). En Calcuta se construyeron: el Hospital (1835), la Catedral de San Pablo (1840-1847), la Universidad (1857), la Madrassa (1871) y el Indian Museum (1875).
Hasta mediados del siglo XIX ―y debido al levantamiento cipayo de 1857― no hubo un cierto renacimiento de la arquitectura india, con un estilo inspirado en el arte islámico sirio, llamado «estilo angloindio»: Palacio de Laxi Vilas (Baroda); en Calcuta, el Puente Howrah (1910) y el Victoria Memorial Hall (1912); en Bombay, el Museo Prince of Wales (1909), la Universidad (1909), el edificio de Correos (1909), el Hotel Taj Mahal (1911) y el arco de triunfo Gateway of India (1911). Entre 1911 y 1930 se construyó la nueva capital, Nueva Delhi, según un proyecto de Edwin Lutyens y Herbert Baker, siguiendo un plano urbanístico en forma estrellada, en el que se repartían los diversos edificios oficiales, como el Rashtrapati Bhavan (Palacio Presidencial), el Parlamento, los Secretariados, la Biblioteca y el Museo Nacional.
El arte tradicional tuvo escasas realizaciones de relevancia, destacando la construcción de la ciudad de Yaipur, capital de Rayastán (1728), llamada la «ciudad rosa» por estar toda pintada en color terracota. Entre sus edificios resaltan el Palacio del Mahārāja (1728), la Torre Ishvarlat (1743) y el magnífico Hawa Mahal o «Palacio de los Vientos» (1799), con su famosa fachada porticada construida con jalis (celosías de piedra) en color rosado y blanco, que servía de mirador para las mujeres del harén del mahāhāja. También destaca el Jantar Mantar (1728), un observatorio astronómico construido en mármol y arenisca, que cuenta con relojes de sol, calendarios, astrolabios, etc.

## Arquitectura colonial
Durante los diversos períodos coloniales —a diferencia de las ciudades europeas de la época que eran una amalgama de estilos, paradigmas e ideales diferentes y muchas veces opuestos— las ciudades respondieron a preceptos homogeneizadores y ordenadores que expresaban cánones y principios que pretendían instaurar una forma de vida y unos mecanismos ordenadores del espacio público y privado.
La fundación de las ciudades coloniales era en sí una ceremonia que mezclaba ritos religiosos, protocolos militares, actos políticos y prácticas urbanísticas. El fundador, casi siempre investido de rango militar y de autoridad real, reclamaba en nombre de Dios y del Rey el derecho de dar vida a una nueva villa, consagrada a un santo o a una advocación, que podía depender del lugar de su natalicio, de rendir tributo al rey o una autoridad superior o que estaba relacionada con la fecha y el santoral.
En los imperios español y portugués, el fundador y los militares de rango que formaban parte de la expedición, se daban a la tarea de trazar y distribuir los predios: Una cuadra central vacía, que se constituía en plaza mayor y en sus cuatro costados se asignaban predios a las instituciones representativas del orden y la jerarquía colonial.

## Gastronomía criolla
La gastronomía o cocina criolla es un estilo de cocina nacido en la época colonial, de la fusión entre las culturas europea, africana y América precolombina. «Criollo» es un término que hace referencia a aquellos de origen europeo que han nacido en el Nuevo Mundo y se han adaptado a él (crisol de culturas). Los criollos fueron un estamento social importante en el imperio colonial francés, el imperio portugués y el imperio español principalmente.
La gastronomía criolla se encuentra en diferentes regiones del mundo que anteriormente fueron colonias europeas. Existe comida criolla en Luisiana (EE. UU.), Brasil, Perú, las Antillas francesas, La Reunión (Francia), Jamaica, Annobón (Guinea Ecuatorial), Cabo Verde, República Dominicana... En cada región, la gastronomía criolla se ha ido adaptando a los productos locales (por lo que no existe una «única» cocina criolla), no obstante, comparten ciertos rasgos en común: